# Цистеин
Цистеинът е аминокиселина с химична формула {\displaystyle {\ce {HOOC-CH(-NH2)-CH2-SH}}}. В природата се среща само L-цистеинът. В хранително-вкусовата промишленост се отбелязва с E920.
В белтъчините и пептидите серните атоми от две молекули цистеин се свързват помежду си и се получава химичното съединение цистин.